# Carduus argentatus
Une autre plante est appelée Chardon argenté, voir Chardon-Marie
Espèce
Classification phylogénétique
Carduus argentatus est une espèce de plante à fleurs du genre Carduus et de la famille des Asteraceae.

## Description et habitat

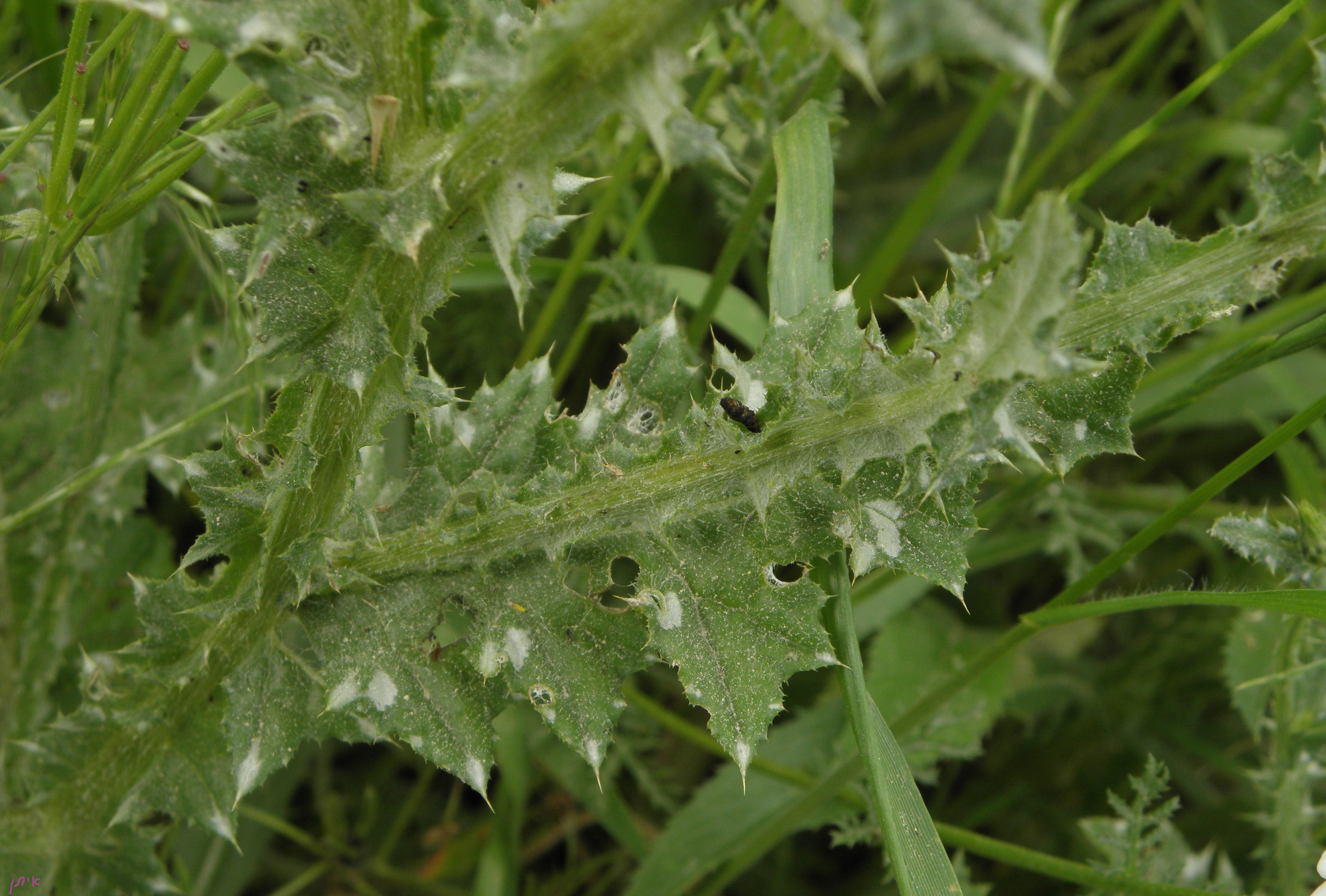
Feuille de Carduus argentatus.

C'est une plante herbacée thérophyte annuelle d'une taille de 20 à 60 cm, qui peut atteindre un mètre. Elle fleurit de mars à juin.
Originaire du nord-est de l'espace méditerranéen, adaptée à la sècheresse, elle est présente jusqu'à une altitude de 1 400 mètres en Crète.

## Liste des sous-espèces
Selon Tropicos (5 octobre 2014) :
- sous-espèce Carduus argentatus subsp. apicularis Meikle